# Mészöly Gedeon
Mészöly Gedeon (Tabajd, 1880. június 10. – Budapest, 1960. május 29.) magyar nyelvész, műfordító. Kutatási területe a régi magyar nyelv és irodalom, a magyar kódexek és nyelvemlékek nyelvtörténeti és stíluskritikai vizsgálata, a Magyar Tudományos Akadémia levelező tagja.

## Élete
Tabajdon született 1880. június 10-én értelmiségi családban. Szülei Mészöly Pál református lelkész és Farkasdy Laura. Az ötödik gimnáziumig – három fiútestvérével együtt – apja tanította otthon, majd a felsőbb osztályokat az Arany János-i hagyományokat ápoló nagykőrösi gimnáziumban végezte, ahol apját egykoron a költő tanította. Az irodalom és a művészetek erősen jelen voltak a családban: a festő, Mészöly Géza a nagybátyja, az író, Mészöly Dezső pedig a fia volt. Felesége Magay Berta költőnő, akivel 1916-ban házasodott össze Kunszentmiklóson.
Mészöly Kolozsvárott és Budapesten folytatott felsőfokú tanulmányokat (1898-1903). Bölcsészdoktori diplomát 1906-ban, magyar-latin szakos tanári oklevelet 1908-ban szerzett a kolozsvári egyetemen.
1903 és 1914 között Kunszentmiklóson tanított a református gimnáziumban. 1911-ben és 1912-ben Bécsben és Münchenben járt tanulmányúton, ahol első bibliafordításunk kéziratait, latin forrásait kutatta. 1913-ban megjelent kódextanulmányáért az Akadémia Sámuel-díjban részesítette. 1915–1922-ig tisztviselő volt a Magyar Tudományos Akadémia Könyvtárában.
1922-ben Klemm Antallal egy időben került a szegedi Ferenc József Tudományegyetem (később József Attila Tudományegyetem) Bölcsészettudományi Karának Urál-altaji Nyelvtudományi Tanszékére. Ettől kezdve néhány év megszakítással – amikor a kolozsvári egyetemen oktatott –  1958-ig, nyugdíjba vonulásáig a szegedi egyetem tanára. 1949–1958 között a Finnugor Nyelvészeti Tanszék vezetője, két tanévben (1928/29 és 1949/50) a Bölcsészettudományi Kar dékánja volt. Tanítványai közé tartoztak: József Attila, Radnóti Miklós, Ortutay Gyula, Hont Ferenc, Buday György, a kolozsvári időszakban Benkő Loránd.
1921. május 8-án a Magyar Tudományos Akadémia levelező tagjai közé választotta, 1949. október 31-én tanácskozó taggá minősítették vissza; tagságát 1989. május 9-én helyreállították.
Mészöly a nyelvtudományok doktora címet 1952-ben nyerte el. 75. születésnapjára Munka Érdemrenddel tüntették ki.
A Magyar Nyelvtudományi Társasághoz korán, valószínűleg már annak megalakulásakor csatlakozott; 1910. januárjában a Választmány tagjává választották. 1909-ben Hóman Bálintot a Társaság az ő ajánlására vette fel tagjai sorába. Emellett a Helsinki Finnugor Társaság külső tagja is volt.
1960. május 29-én hunyt el Budapesten. Sárbogárdon, családi sírban nyugszik.

## Munkássága
Munkássága több tudományterületre is kiterjedt. Elsősorban a magyar nyelvtörténet kérdései foglalkoztatták, azon belül is a korai nyelvemlékek (Tihanyi alapítólevél, Anonymus krónikája, a Halotti beszéd, az Ómagyar Mária-siralom), valamint a kódexek hangtani, alaktani és szótani problémái. Kutatási módszerére az interdiszciplináris szemlélet jellemző. A nyelvtörténeti kérdések megoldásához minden esetben felhasználja a nyelvészet egyéb részterületeinek (finnugor nyelvészet, népnyelv, stílustörténet) és az érintkező tudományterületeknek (néprajz, irodalomtörténet, művelődéstörténet) az eredményeit is. Ötletes, színes, művészi stílusú írásaiban mindezek teljes egységben jelennek meg.
A történeti szó- és alaktan területén képzőket (-nyi, -vány/-vény, denominális -ék, -ít), ragokat (-ól/-ől > -úl/-ül, -ik stb.), névutókat (óta, át, által) vizsgált, szavak eredetét kutatta (rokon, hosszú, kopoltyú, erdő, fattyú, köpü, fakó, cserény, háború stb.) – mindezt mindig komplex módon, az átlagot messze túlszárnyaló forrásismerettel, ötletességgel, szófejtéseiben figyelembe véve a tárgytörténetet, társadalomtörténetet és a népélet realitásait is. Fontos meglátása, hogy a szókincs kutatásakor jövevényszavak esetében a hangtané, az eredeti magyar szókincs esetében azonban a jelentéstané, a jelentésváltozásoké a fő szerep. A történeti mondat- és alaktanra nézve pedig azt hangsúlyozza, hogy a történeti változások nem ismerik a leíró kategóriák merev válaszfalait. Ezt a finnugor eredetű ősi helyhatározóragok (-é/-á és -t/-tt) múltidőjellé, illetve képzőkké válásának folyamatával mutatja be. Ehhez kapcsolódó megállapítása, hogy a finnugor nyelveknek, így a magyarnak az igeragozásában is igen nagy szerepük van az igeneveknek.
Külföldi kódexkutató tanulmányútjának eredményei azok a tanulmányok, amelyekben az ún. Huszita Biblia-féle fordításnak (Bécsi, Müncheni és Apor-kódex) a viszonyát vizsgálja a szintén bibliai szövegeket tartalmazó Döbrentei-kódexhez (de más zsoltárkódexekhez is) megrajzolva a szövegek – általa valószínűnek tartott – leszármazási vonalát.
A Bécsi Kódex, amelyet az Új Nyelvemléktár első köteteként 1916-ban adott ki, az addigi (Nyelvemléktár-beli) kiadáshoz képest új minőséget jelentett. A kódex eredeti sorbeosztását megtartó, betűhű kritikai kiadásban a magyar szöveg mellett annak latin megfelelőjét is közli. Mészöly az Akadémia kézirattárának munkatársaként több kisebb, addig kiadatlan nyelvemléket is közölt (Drágffy János 1524-iki végrendelete, a Szelestei-féle ráolvasás 1516–1518-ból, Wesselényi nádor levele 1663-ból stb.).
Egész munkásságát végigkísérte a Halotti Beszéd kutatása. 1908-tól kezdve 1956-ig tanulmányok sorában foglalkozott első szövegemlékünk hangtörténeti, alaktani problémáival, valamint megfejtetlen szóalakjaival. Szintén számos alkalommal vallatta nyelvtörténeti és stílustörténeti szempontból az első magyar verset, az Ómagyar Mária-siralmat. A korai magyar nyelvemlékekhez kapcsolódó kutatásait élete vége felé könyvben összegezte (Ómagyar szövegek nyelvtörténeti magyarázatokkal), kifejtve ebben szövegmagyarázati módszerének, a stílustörténeti módszernek a mibenlétét is.
Mészöly számára – minden műve erről vall – a nyelvészet és az irodalomtudomány elválaszthatatlanul összefonódtak, mégis csupán az irodalomhoz köthető munkássága is jelentős.
Műfordításokat készített görögből, latinból, franciából, oroszból, finnből, Homérosz, Johannes Secundus, Rogerius, Toussaint, Racine, Puskin műveiből (többek között az Anyegint  és az Odüsszeiát (az ő fordításában: Odisszea) is lefordította). Műfordítási elveit Odüsszeia-fordításának kapcsán fejtette ki. Eszerint egy fordítás akkor igazán hű, ha stílusa képes annak a stílusnak megfelelni, amelyet az eredeti mű a forrásnyelv irodalmában betölt, azaz akkor, ha (az Odüsszeia esetében) a fordító magyar nyelven azt a versalakot választja, amely a magyar irodalomban olyan stílusértékű, mint a hexaméter a régi görög költészetben. Mészöly újabb kiadásban tett közzé műveket, az ő szöveggondozásában jelent meg többek közt Katona József drámája, a Bánk bán, Madách Imre Az ember tragédiája c. drámai költeménye, „új versekbe szedve” jelentette meg Zrínyi Szigeti veszedelem c. eposzát, a Margit-legendát pedig úgy adta ki, hogy a korabeli kiejtést hűen megtartotta, de a helyesírást modernizálta, és a szöveget tagolta.
Közölt irodalomtörténeti tanulmányokat is (pl. Pálóczi Horváth Ádám énekeskönyve; Kölcsey Hymnusa és a Hymnus Kölcseyje), ide tartozik doktori értekezése is Tinódi Sebestyénről. Mészöly szépíróként is jelentkezett. Írt színdarabot, egy politikai töltetű szatirikus bohózatot (Tótágas), amelyet a szegedi színház  1927-ben bemutatott, de amely a Kisgazdapárt parlamenti interpellációja miatt kis híján az állásába került. Regénye „Földiekkel játszó. . ." címen jelent meg, amelyben Csokonai életrajzát művei alapján dolgozta fel.
A néprajz Mészöly etimológiai fejtegetéseiben szinte mindenütt jelen van mint a vizsgálat tárgya által megkívánt nélkülözhetetlen társtudomány (lásd pl. A cserény szó eredete c. tanulmányát), de a néprajzi szempont olykor rendező erővé is válik. Ilyenek Az ugorkori vadászélet magyar szókincsbeli emlékei, továbbá Az ugor kori sámánosság magyar szókincsbeli emlékei című művei, amelyekben az üldöz, távész, kereskedik, illetve a kiált, kínál, ajándok szavak etimológiáját fejtegeti. Mindemellett néprajzi, illetve néprajzi jellegű közlései is vannak, pl. A tabajdi gatyás költő; Szank-tól Arany János-ig, avagy mi az az ethnographiai hitel; valamint Nemesnépi Zakál György kéziratának kiadása: Az Őrség száz évvel ezelőtt.
Mészölyt, az egyetemi tanárt egykori tanítványai tudományos gondolkodást fejlesztő előadásaiért, közvetlenségéért, emberiességéért és jó humoráért igen kedvelték. Benkő Loránd így emlékszik vissza rá és egyetemi előadásaira: „a legjobb értelmű, a legmagasabb szintű tudományos komplexitás, interdiszciplinaritás volt […] amelyet a magyar nyelvtudomány történetében alighanem azóta sem valósított meg olyan ideálisan senki, mint ő. Tiszteltem és csodáltam továbbá derűt sugárzó énjét, korát megcáfoló eleven észjárását, ízes beszédmódját, választékos stílusát, rendkívüli memóriáját, kombinatív készségét, ötletességét, harcos, kritizáló, vitatkozó kedvét, szellemességét és humorát, jó értelemben vett ügyvédi furfangú érvelését, mondanivalójának elhitető, meggyőző erejét."
Mészöly Gedeon a magyar és a finnugor nyelvtudomány kiemelkedő ismerete mellett szinte hasonló mértékben volt járatos a néprajzban, a magyar és a világirodalomban, valamint a legszélesebb értelemben vett művelődéstörténetben. A szépirodalomhoz is közel állt: a világirodalom számos remekét ültette át nyelvünkre. Munkássága emellett több vonatkozásban is előre mutatott. Szó- és szóláskutatásaiban figyelembe vette a szociolingvisztikai tényezőket, továbbá egy-egy jelentésváltozás kapcsán a kognitív folyamatokat. Szófejtéseiben szakított a szavak egyenkénti, elszigetelt vizsgálatával, az etimológiai szómezőt tágan értelmezve a szócsaládok, szórokonságok szélesebb kereteit állította a vizsgálat középpontjába. Az irodalmi nyelvbe – a hivatalos állásponttól eltérően – a nyelvemlékes kor előtti szóbeliség irodalmát is beleszámította. A Margit-legenda ún. olvasóbarát kiadásával pedig a nyelvemlékek tudományos érvényű, de a nagyközönség számára is hozzáférhető kiadástípusát teremtette meg.

## Főbb művei (válogatás, a műfordítások nélkül)
- Tinódi Sebestyén. Ottinger Nyomda. Nagykőrös, 1906.
- A -vány, -vény képző eredete. Magyar Nyelv 4 (1908): 410–414.
- Még megfejtetlen alakok a Halotti Beszédben. Magyar Nyelvőr 38 (1909): 298–305, 343–348.
- A -nyi képző eredete. Nyelvtudományi Közlemények, 40 (1911): 298–327.
- A Döbrentei Codex evangéliumai és a Müncheni Codex. Magyar Nyelv 9 (1913): 433–439.
- A Döbrentei-kódex zsoltárai és az Apor-kódex. Magyar Nyelvőr 43 (1914): 65–70.
- A Döbrentei-codex és az Apor-codex második keze. Irodalomtörténeti Közlemények 25 (1915): 40–49.
- Az óta névutó eredete. Magyar Nyelv 11 (1915): 193–200.
- Bécsi codex. Közzéteszi Mészöly Gedeon. Új Nyelvemléktár. I. A Magyar Tudományos Akadémia kiadása. Budapest, 1916.
- Legrégebbi bibliafordítóinkról. Magyar Nyelv 13 (1917): 35–44 és 71–83.
- Drágffy János 1524-iki végrendelete. Magyar Nyelv 13 (1917): 121–124.
- A Szelestei-féle ráolvasás 1516–1518-ból. Magyar Nyelv 13 (1917): 271–275.
- Wesselényi nádor levele 1663-ból. Magyar Nyelv 14 (1918): 38–40.
- A Biblia magyarra fordításáról. Magyar Nyelv 18 (1922): 81–91.
- A Halotti Beszéd hangtörténeti és alaktani sajátságai. Szegedi Tudományos Könyvtár. 1. Szeged, 1926.
- A Halotti Beszéd eleve szava s az adverbiumból lett nomenek a magyarban és a vogulban. Magyar Nyelv 22 (1926): 84–92.
- Van-e szeret főnév? Magyar Nyelv 24 (1928): 95–98.
- Mióta lovas nép a magyar? Népünk és Nyelvünk 1 (1929): 204–214.
- A cserény szó eredete. Népünk és Nyelvünk 2 (1930): 157–175.
- A Halotti Beszéd tárgyas elbeszélő múlt alakjai magyar és finnugor szempontból. Budapest, 1931.
- „Az Ó-magyar Mária-siralom nyelvtörténeti és stílustörténeti módszerű magyarázatá”-ból mutatvány. Nyelvtudományi Közlemények 48 (1931): 53–67.
- Mátyási József és „Kalászkaparék”-ja. Népünk és Nyelvünk 3 (1931): 81–106, 188–201, 241–249.
- Az Ormánság szó finnugor eredete. Magyar Nyelv 27 (1931): 276–284.
- Der gemeinsame Ursprung der instrum.-komit.-suffixe ung. -val, -vel, wog. -l und ostj. -at. Finnisch Ugrische Forschungen 21 (1933): 56–73.
- A síkság és róna szó eredete. Szegedi Füzetek 1 (1934): 3–42, 128–157, 220–228.
- Van-e az Ó-magyar Mária-siralomnak más latin forrása, mint a Löweni Kódex Planctus-szövege? Nyelvtudományi Közlemények 50 (1936): 278–284.
- A hit szó eredete és rokonsága. Szegedi Füzetek 3 (1936): 1–18.
- A láp szó eredete és rokonsága. Szegedi Füzetek 3 (1936): 87– 143.
- Kölcsey Hymnusa és a Hymnus Kölcseyje. Értekezések a nyelv- és széptudományi osztály köréből 25. kötet 10. sz. (1939) 393–475.
- Az ikes ragozás -ik ragjának eredete. Nyelvtudományi Közlemények 51 (1939): 1–13.
- Szűz Szent Margit asszonynak, Béla királynak leányának élete. Nép és Nyelv 1 (1941): 18–23, 52–58, 81–84, 117–118, 138, 184–188, 205–209, 251–256, 307–310, 343–347, 378–381.
- A tabajdi gatyás költő. Nép és Nyelv 1 (1941): 65–79.
- Kodolányi János olyat mond, ami nincs. Nép és Nyelv 1 (1941): 110–115, 148–151, 182–184, 197–199, 243–245, 257–262, 289–297.
- Nyelvtörténeti fejtegetések a Halotti Beszéd alapján. Szeged, 1942.
- Az iszonyú szó eredete. Nép és Nyelv 3 (1943): 41–44.
- Az Ó-magyar Mária-siralom nyelvtörténeti és stílustörténeti magyarázata. Acta Philosophica 8. sz. Kolozsvár, 1944.
- Adalékok a káromkodásnak és büntetésének történetéhez. Nép és Nyelv 4 (1944): 87–99.
- Székesfehérvár nevéről meg a szík szó eredetéről. Nép és Nyelv 4 (1944): 21–36.
- Szanktól Arany Jánosig avagy mi az az ethnográfiai hitel. Nép és Nyelv 4 (1944): 1–20.
- Az ugor kori vadászélet magyar szókincsbeli emlékei. Ethnográfia 62 (1951): 277–290.
- Az ugor kori sámánosság magyar szókincsbeli emlékei. Magyar Nyelv 48 (1952): 46–61.
- Ómagyar szövegek nyelvtörténeti magyarázatokkal. Tankönyvkiadó. Budapest, 1956.
- Lásd még: Mészöly Népünk és nyelvünk. Válogatott tanulmányok. Válogatta, szerkesztette: Szathmári István. Gondolat. Bp., 1982.

## Tudományos tisztségek

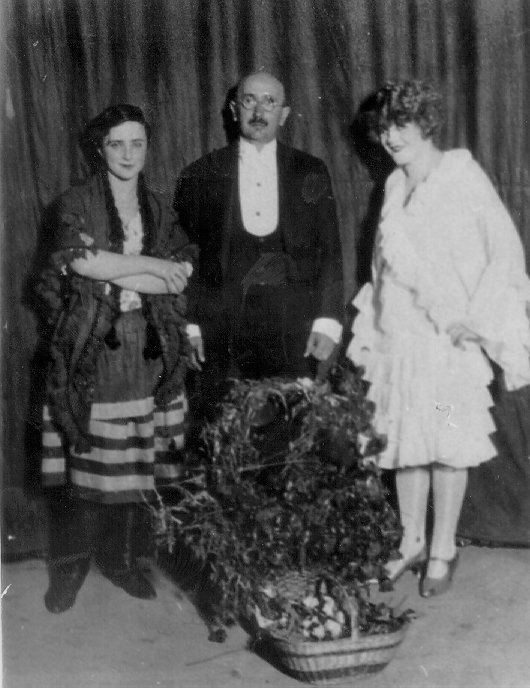
Mészöly Gedeon a Tótágas főszereplőivel Szegeden, 1927.
SZTE gyűjteménye

- Országos Felsőoktatási Tanács tag
- Országos Közoktatási Tanács tag

## Folyóiratszerkesztések
Szegedi Füzetek (1934-1936)
Nép és Nyelv (1941-1944)
Néprajz és Nyelvtudomány (1957)

## Társasági tagság
- Magyar Nyelvtudományi Társaság (választmányi tag)
- Finnugor Társaság (Helsinki)
- Dugonics Társaság (Szeged)

## Díjak, elismerések
- Sámuel-díj (1913)
- Munka Érdemrend (1955)

## Emlékezete
A Magyar Nyelvtudományi Társaság és a József Attila Tudományegyetem Bölcsészettudományi Kara 1980. május 21-én ünnepi ülésszakot rendezett születésének 100. évfordulója alkalmából. (Anyaga megjelent a Magyar Nyelv 77. kötetében, 257–320.)
2000. május 29-én, születésének 120. és halálának 40. évfordulóján Sárbogárd város önkormányzata és a Madarász József Városi Könyvtár rendezésében ünnepi ülés keretében emlékeztek meg róla Sárbogárdon.
Szülőhelyének, Tabajd községnek református általános iskolája és óvodája viseli a nevét.